# Pseudoflatoides fasciculosus
Pseudoflatoides fasciculosus är en insektsart som först beskrevs av Melichar 1902.  Pseudoflatoides fasciculosus ingår i släktet Pseudoflatoides och familjen Flatidae.

## Underarter
Arten delas in i följande underarter:
- P. f. fasciatus
- P. f. griseus
- P. f. maculosus
- P. f. vittatus